# اندی فیکمن
اندی فیکمن (به انگلیسی: Andy Fickman) کارگردان آمریکایی است. او همچنین در سال ۲۰۰۳، تئاتر جوتوپیا (Jewtopia) را در لوس‌آنجلس کارگردانی کرد. فیکمن دانش‌آموخته دانشگاه فناوری تگزاس و عضو انجمن سیگما فی اپسیلون است.

## فیلم‌شناسی
- مسابقه تا کوهستان جادو (۲۰۰۹)
- نقشه بازی (۲۰۰۷)
- این دختر همان مرد است (۲۰۰۶)
- Reefer Madness  ‎(۲۰۰۵)‎